# Michele Strazzabosco
Michele Strazzabosco (Asiago, 6 febbraio 1976) è un ex hockeista su ghiaccio italiano, di ruolo difensore e commentatore tecnico del canale streaming dell'Asiago Hockey.
È stato il primo giocatore di scuola italiana ad essere stato convocato per un training camp da una squadra della National Hockey League.

## Carriera

### Club
Strazzabosco esordì in Serie A con la maglia della sua città, l'HC Asiago nella stagione 1993-94 con 9 presenze e vi rimase poi per 12 anni. Nel corso degli anni vinse il suo primo scudetto nella stagione 2000-2001, due edizioni della Coppa Italia e una Supercoppa. In totale ottenne 111 punti in 321 partite di Serie A.
Nella stagione 2005-06 scelse di trasferirsi presso i Milano Vipers, conquistando il secondo scudetto e un'altra Supercoppa italiana. Durante la sua permanenza a Milano nel corso dell'autunno del 2006 fu invitato in Nordamerica presso il camp dei Rochester Americans, squadra della American Hockey League. Nel corso della preseason poté persino giocare un incontro con la maglia dei Buffalo Sabres, franchigia della NHL.
Quando il Milano dichiarò la fine delle attività, nella stagione 2008-09, Strazzabosco si trasferì al Cortina. Nel 2009-10 tornò a vestire la casacca dell'Asiago con la quale vinse subito altri quattro scudetti.
Strazzabosco si ritirò al termine della stagione 2014-15. Dalla stagione successiva è diventato telecronista offrendo il commento tecnico accanto a un altro ex compagno di squadra, Edoardo Mantovani, per il canale streaming dell'Asiago.

### Nazionale
Michele Strazzabosco fu nel corso degli anni un punto fermo della Nazionale italiana, prendendo parte in dodici anni a 170 partite ufficiali con la maglia del Blue Team.

## Palmarès

### Club
- Campionato italiano: 6

Asiago: 2000-2001, 2009-2010, 2010-2011, 2012-2013, 2014-2015
Milano Vipers: 2005-2006
- Coppa Italia: 2

Asiago: 2000-2001, 2001-2002
- Supercoppa italiana: 3

Asiago: 2003, 2013
Milano Vipers: 2006

### Nazionale
- Campionato mondiale di hockey su ghiaccio - Prima Divisione: 2

Paesi Bassi 2005, Polonia 2009

### Individuale
- Top 3 Player on Team del Campionato mondiale di hockey su ghiaccio: 1

Canada 2008